# Terada Tōru
Terada Tōru (japanisch 寺田 透; geboren 16. März 1915 in Yokohama (Präfektur Kanagawa); gestorben 21. Dezember 1995 ebenda) war ein japanischer Literatur- und Kunstkritiker, Romanist.

## Leben und Wirken
Terada Tōru machte 1937 seinen Studienabschluss an der Abteilung für französische Literatur der Universität Tokio. Anschließend wurde er Lehrer an der „1. Höheren Schule Tokio“. Bekannt für seine Forschungen zu Rimbaud, Balzac und Valéry, arbeitete er als Assistenzprofessor an der Fakultät für Künste und Wissenschaften an seiner Alma Mater. Er verließ aufgrund der Studentenunruhen 1968/1969, die als „Tōdai funsō“ (東大紛争) in die Geschichte eingegangen sind, die Universität jedoch 1971.
Schon früh schrieb Terada Literaturkritiken und publizierte „Sakka shiron“ (作家私論) – etwa „Selbstwahrnehmung eines Schriftstellers“ 1949 und „Terada Tōru’s Collection of Literature“ 1951. Sein scharfer Stil und seine einzigartige Sensibilität für das Thema Kritik und sein Wille zur Sprache, der den perfekten Ausdruck des Gedankens suchte, sind beispiellos. So hat er eine einzigartige Welt der Literaturkritik aufgebaut.
Terada erweiterte seine Fachgebiete nach und nach um Dōgen und andere Klassiker des japanischen Mittelalters, um bildende Kunst und Ausdruckstheorie. Er veröffentlichte zahlreiche Bücher wie „Hyōgen no shisō“ (表現の思想) – etwa „Die Idee vor der Realisierung“ 1963, über den Maler „Delacroix“ 1968 und „Dōgen no gengo uchū“ (道元の言語宇宙) – „Dōgens Sprachuniversum“ 1974. Insgesamt umfasst sein Werk über 50 Bücher und Übersetzungen. Weiter gibt es „Terada Tōru hyoron“ (寺田透・評論) „Terada Tōru – Rezensionen“. Die erste Reihe, herausgegeben von 1969 bis 1975, umfasst 7 Bände, die zweite Reihe, herausgegeben von 1977 bis 1981, 8 Bände.
1970 wurde Terada mit dem Mainichi-Kulturpreis für „Geijutsu no riro hōrakuchō“ (芸術の理路 法楽帳) – etwa „Schlussfolgerung in der Kunst – Verzeichnis eines Zeitvertreibs“ aus dem Jahr 1968 ausgezeichnet und 1977 mit dem Mainichi-Kunstpreis.